# Paso del Ingenio
Paso del Ingenio är en ort i Mexiko.   Den ligger i kommunen Angel R. Cabada och delstaten Veracruz, i den sydöstra delen av landet, 400 km öster om huvudstaden Mexico City. Paso del Ingenio ligger 73 meter över havet och antalet invånare är 630.
Terrängen runt Paso del Ingenio är platt åt nordväst, men åt sydost är den kuperad. Runt Paso del Ingenio är det ganska tätbefolkat, med 96 invånare per kvadratkilometer. Närmaste större samhälle är Angel R. Cabadas, 8,7 km väster om Paso del Ingenio. Omgivningarna runt Paso del Ingenio är en mosaik av jordbruksmark och naturlig växtlighet.